# Wavrechain-sous-Faulx

Wavrechain-sous-Faulx este o comună în departamentul Nord, Franța. În 1 ianuarie 2022 avea o populație de 432 de locuitori.